# Kupferfasan
Der Kupferfasan (Syrmaticus soemmerringii) ist eine Hühnervogelart aus der Familie der Fasanenartigen. Er ist in bewaldetem Bergland der japanischen Hauptinseln Honshū, Kyushu und Shikoku beheimatet. Das Artepitheton ehrt den deutschen Wissenschaftler Samuel Thomas von Soemmerring, die Art wird manchmal auch als Soemmerringfasan bezeichnet.

## Beschreibung
Der Hahn erreicht eine Körperlänge von 1 bis 1,35 m und eine Schwanzlänge von 65–98 cm. Die Flügellänge liegt zwischen 210 und 224 mm, das Gewicht bei 900 g. Bei der Henne wird der Schwanz zwischen 17,5 und 19,5 cm lang, die Flügellänge beträgt 205–225 mm.
Die Geschlechter unterscheiden sich stark in der Gefiederfärbung. Der Hahn zeigt eine unbefiederte, rote Partie um das Auge, die Iris ist braun, der Schnabel hell hornfarben mit gelblicher Spitze. Beim Hahn der Nominatform zeigen Kopf und Hals eine kupferbraune Färbung, die auf dem Rücken ins Goldbraune schlägt. Während das Kopfgefieder, das an Kehle und Hinterkopf lebhaft kupfrig glänzt, schwarze Schaftstreifen trägt, sind die Federzentren auf dem Rücken, von einem rotbraunen Schaftstreifen getrennt, innen schwarz und nach außen in rotbraun auslaufend sowie breit glänzend kupferrot, an den Seiten eher gelbbraun gesäumt. Die Säume glänzen stark und sind an den äußeren Schulterfedern schmaler, an Brust und der rotbraunen Unterseite heller braun bis gräulich. Die hinteren Bürzelfedern tragen teils zwei weiße Spitzenflecke. Die schwarzen Unterschwanzdecken tragen rotbraune Schaftstreifen. Die Oberflügeldecken sind rotbraun mit schwarzer Basis, die Handschwingen auf schwarzbraunem Grund gesprenkelt rostbraun gebändert und die Armschwingen an den Spitzen breit rostbraun, während die Innenfahnen weiß gesprenkelt sind. Die stark verlängerten Steuerfedern sind kastanienbraun und etwa zehnmal schmal schwarz gebändert. Dazwischen zeigt sich jeweils ein breiter Verlauf, der in Richtung der Schwanzspitze heller wird. Die äußeren Schwanzfedern tragen schwarze Spitzen. Beine und Füße sind bleigrau.
Die Henne ist insgesamt unauffälliger gefärbt. An den dunklen Federn des Oberkopfs finden sich rötliche Säume. Hinterhals und vorderer Rücken sind rötlich braun mit braungrauen Spitzen, weißem Schaftstrich und dunkler Sprenkelung. Hinterrücken und Bürzel sind rostbraun mit dunkler Sprenkelung und Schaftstrichen. Kinn und Kehle sind hell ockerfarben mit schwarzen Spitzen. Die gelbbraunen Brustfedern tragen eine schwarze, u-förmige Zeichnung. Die Unterseite ist beige, die Bauchmitte weißlich und die Flanken rotbraun-schwarz gefleckt mit breiten rahmfarbenen Säumen. Die kastanienbraunen Steuerfedern tragen schmale, helle Spitzen und eine ebenso schmale, dunkle Subterminalbinde. Das mittlere Paar ist auf dunkelbraunem Grund undeutlich gesprenkelt und andeutungsweise hell quergebändert.

## Stimme
Zur Balzzeit gibt der Hahn ein leises und scharfes chui chui chui von sich, dem meist ein weithin hörbares Flügelklatschen folgt. Von beiden Geschlechtern ist ein leises, gereihtes ku-u zu vernehmen.

## Verbreitung und Bestand
Der auf den japanischen Inseln Honshū, Shikoku und Kyushu beheimatete Kupferfasan war einst recht häufig, wurde aber durch starke Bejagung im Bestand dezimiert. In den 1970er-Jahren sanken die jährlichen Jagdstrecken rapide von 800.000 auf 300.000 Vögel. In den 1990er-Jahren stabilisierten sie sich bei jährlich 100.000 geschossenen Individuen. Heute sinken die Bestandszahlen wieder leicht, was neben der Jagd auf Gelegeverluste durch streunende Hunde und Katzen zurückzuführen sein könnte. Eine weitere Bedrohung ist die Vermischung der Unterarten durch Aussetzungen von Zuchtvögeln. Die IUCN stuft die Art als „potenziell gefährdet“ (near threatened) ein.

## Geografische Variation
Die geografische Variation ist sehr ausgeprägt, verläuft aber sehr allmählich (klinal). Die nördlichen Vögel sind insgesamt sehr viel heller als die beschriebene Nominatform. Die Köpfe der Hähne sind bräunlicher, das Körpergefieder aber durch breite, rahmfarbene Säume und dunkle Federzentren sehr kontrastreich, jedoch insgesamt hell. Auch die Hennen sind kontrastreicher gezeichnet. Nach Süden hin werden die Unterarten einfarbiger und dunkler.
- S. s. scintillans (Gould, 1866) – nördliches und mittleres Honshū
- S. s. intermedius (Kuroda, 1919) – Shikoku und Südwesten von Honshū
- S. s. subrufus (Kuroda, 1919) – südliche Ostküste von Honshū
- S. s. soemmerringii (Temminck, 1830) – nördliches und mittleres Kyushu
- S. s. ijimae (Dresser, 1902) – Südosten von Kyushu

Das Verbreitungsmuster der Unterarten ist teils recht kompliziert und diese kommen auf engem Raum nebeneinander in unterschiedlichen Lebensräumen vor. Die ausgeprägte Variation wird mit der extremen Standorttreue der Art und unterschiedlichen Lebensraumansprüchen der Unterarten erklärt.

## Lebensweise
Der Kupferfasan lebt in Nadel- und Mischwäldern aller Art. Sein Vorkommen reicht von der subtropischen Zone bis in Höhen von etwa 1500 m, wo die subalpine Nadelwaldzone beginnt. Er ist hier bevorzugt in der Nähe von Gebirgsflüssen zu finden, an deren Ufern Zypressen, Sicheltannen, Eichen und Steinfruchteichen wachsen. Zur Nahrungssuche findet man ihn nach der Brutzeit auch im Grasland und auf Feldern. Er ist ein sehr standorttreuer Standvogel, der auch bei Schnee nicht abwandert.
Zur Fortpflanzungszeit tragen die Hähne oft heftige Kämpfe aus, über die Balz ist nichts bekannt. Die Brutzeit liegt zwischen Anfang April und Ende Juni. Das Nest ist eine flache Mulde in einer dichten Falllaubschicht, das Gelege besteht aus 6–12 einfarbig cremeweißen Eiern, deren Bebrütung 24 Tage in Anspruch nimmt.
Die pflanzliche Nahrung besteht aus Früchten von Scheinkastanien und der japanischen Kastanie, Eicheln, Beeren und Kleintieren. Sie wird überwiegend am Boden gesammelt, bisweilen aber auch sitzend von den Bäumen geerntet. Zudem frisst die Art Insekten und andere Arthropoden wie beispielsweise Landkrabben, Schnecken, Würmer und kleine Reptilien.